# Киселівка (Кам'янець-Подільський район)
Киселі́вка — село в Україні, у Гуменецькій сільській територіальній громаді Кам'янець-Подільського району Хмельницької області.

## Назва
Зафіксовано назви «Тишулівка», «Тишулівці» вживалась до кінця XVIII століття. Історично не відомо як село «Тишулівка» стала «Киселівка». До слова, в Польщі є місто Тишівці.
Загалом назва Киселівка в Україні не єдина, аж п'ять знаходиться у Чернігівській області, ще шість у центральних, східних, південних областях країни.

## Географія
Подільське село Киселівка розташоване в південно-західній частині України на півострові утвореному річкою Смотрич. За 15 кілометрів автодорогами від Кам'янця-Подільського, на відстані 3,4 кілометра від центру села проходить автошлях територіального значення Т 2321.

### Клімат
Киселівка знаходяться в межах вологого континентального клімату із теплим літом.

## Історія
Перша згадка про село — 1493 рік, згідно з працею Юхима Сіцінського.
Внаслідок поразки визвольних змагань на початку XX століття, село надовго окуповане російсько-більшовицькими загарбниками.
Радянська окупація принесла колективізацію та розкуркулення, селяни зазнали репресій.
В 1932–1933 селяни села пережили голодомор.
До 1959 року село знаходилось в Орининському районі з його ліквідацією приєднано до Кам'янець-Подільського району.
З 1991 року в складі незалежної України.
13 серпня 2015 року внаслідок об'єднання сільських рад село ввійшло до складу Гуменецької сільської громади, до цього органом місцевого самоврядування була Великозаліснянська сільська рада.

## Населення
За переписом населення України 2001 року в селі мешкало 276 осіб.
Згідно перепису 2015 року селі проживало 240 особи, населення села скоротилось на 13,04 % порівняно зі 2001 роком.

### Мова
У селі поширені західноподільська говірка та південноподільська говірка, що відносяться до подільського говору, який належить до південно-західного наріччя.
Розподіл населення за рідною мовою за даними перепису 2001 року:
| Мова       | Відсоток |
| ---------- | -------- |
| українська | 98,91 %  |
| російська  | 1,09 %   |

## Опис села
Семен Скляренко в збірці нарисів «Три республіки» в одному зі підрозділів зробив нариси: «Кам'яне місто», присвячений Кам'янцеві-Подільському, та «Поділля», де змальовано село Мукша (точніше Велика Мукша, нині Велика Слобідка) та село Киселівку.
Про Киселівку:
| | \| «На Поділлі, а особливо в прикордонній смузі є багато поляків. Польські селяни – люди релігійні й щирі прихильники старого закону. Часом трапляються такі випадки, така вірність віковим традиціям, вірність старому побуту, що тільки дивуєшся. У селі Кисілівці, Орининського району, в польській родині було дві дочки. Меншу дочку сватали, а старшій нікому було й гарбузів давати, бо свої гарно родили. І от зарозумілі, зашкарублі в старому законі батьки почали думати, як врятувати від безчестя меншу дочку? За законом меншу дочку батьки не повинні віддавати, коли старша ще дівує. І надумали старі. Менша дочка взяла шлюб тільки в загсі, але до костьолу, як до місця, де закон треба остаточно закінчити, вона не пішла. Так і живе записана в загсі менша дочка з своїм чоловіком, батьки її та й все село вважають, що вона заміж не виходила ще, та ждуть часу, коли старшій дочці гарбуз репне, піде вона до костьолу, а за нею й менша дочка. Що то старий закон?! Живучий він на Поділлі». \| |
| «На Поділлі, а особливо в прикордонній смузі є багато поляків. Польські селяни – люди релігійні й щирі прихильники старого закону. Часом трапляються такі випадки, така вірність віковим традиціям, вірність старому побуту, що тільки дивуєшся. У селі Кисілівці, Орининського району, в польській родині було дві дочки. Меншу дочку сватали, а старшій нікому було й гарбузів давати, бо свої гарно родили. І от зарозумілі, зашкарублі в старому законі батьки почали думати, як врятувати від безчестя меншу дочку? За законом меншу дочку батьки не повинні віддавати, коли старша ще дівує. І надумали старі. Менша дочка взяла шлюб тільки в загсі, але до костьолу, як до місця, де закон треба остаточно закінчити, вона не пішла. Так і живе записана в загсі менша дочка з своїм чоловіком, батьки її та й все село вважають, що вона заміж не виходила ще, та ждуть часу, коли старшій дочці гарбуз репне, піде вона до костьолу, а за нею й менша дочка. Що то старий закон?! Живучий він на Поділлі». | |

## Охорона природи
Село лежить у межах національного природного парку «Подільські Товтри».

## Галерея

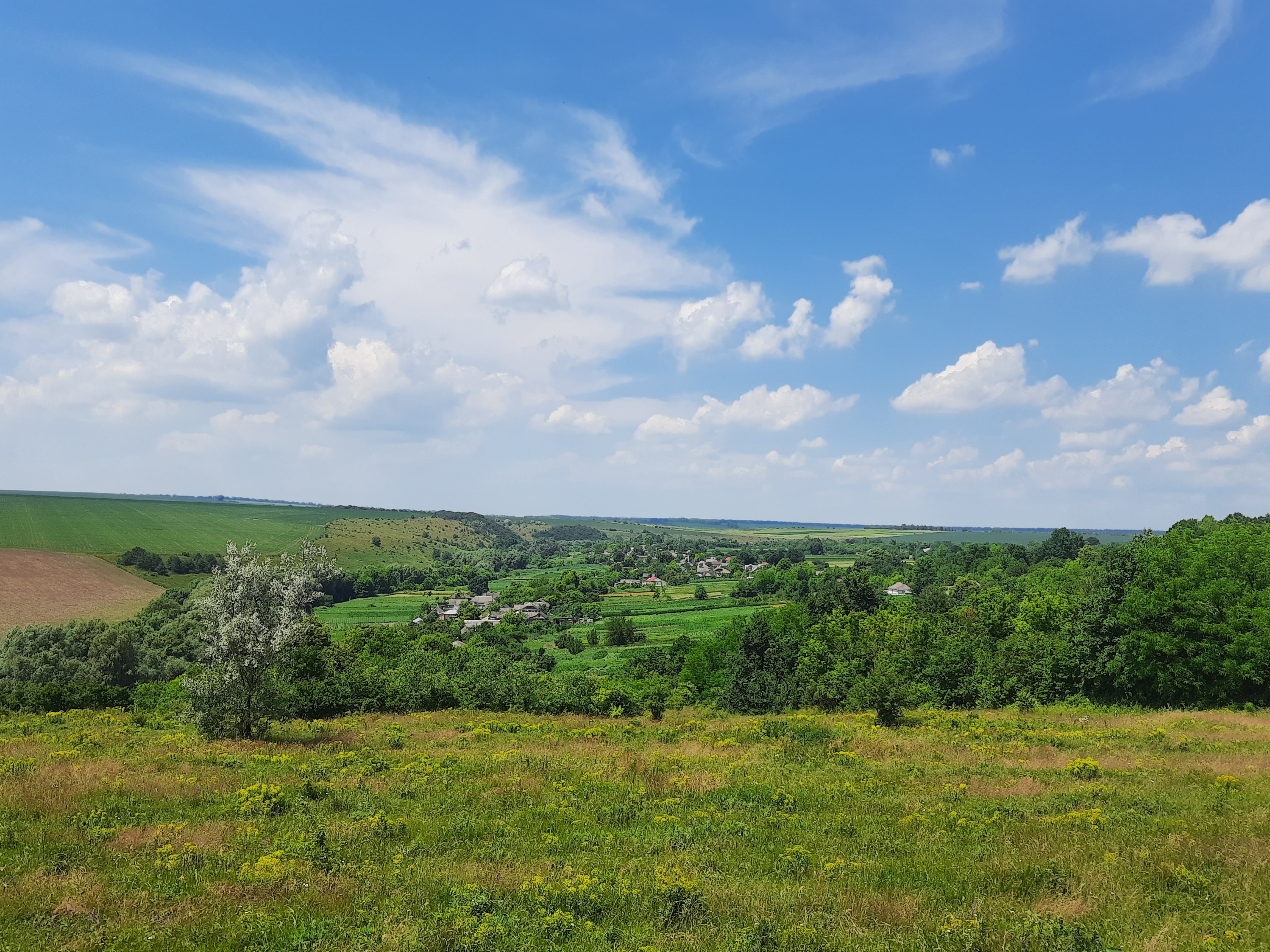
Панорама села
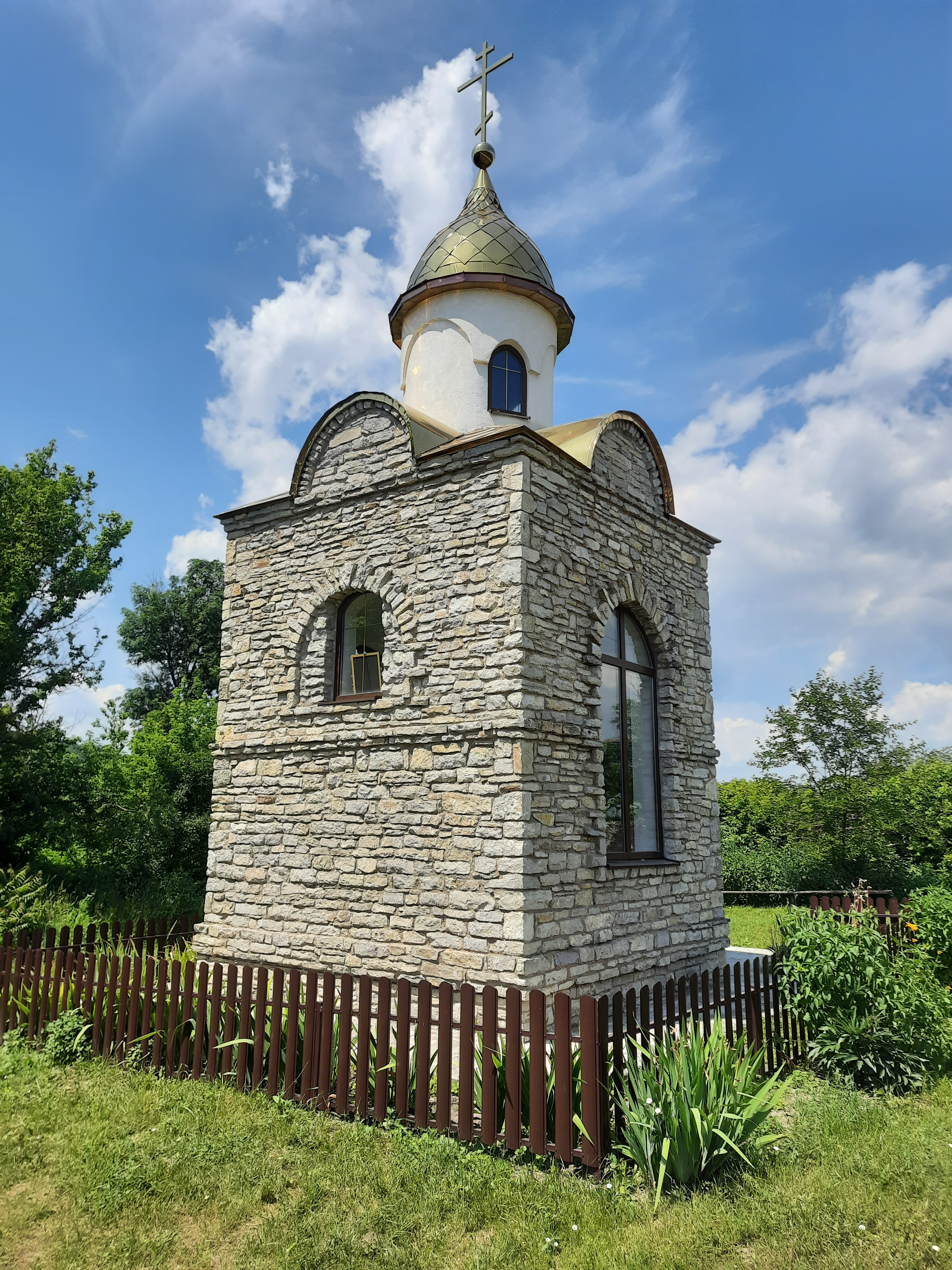
Кам'яна капличка
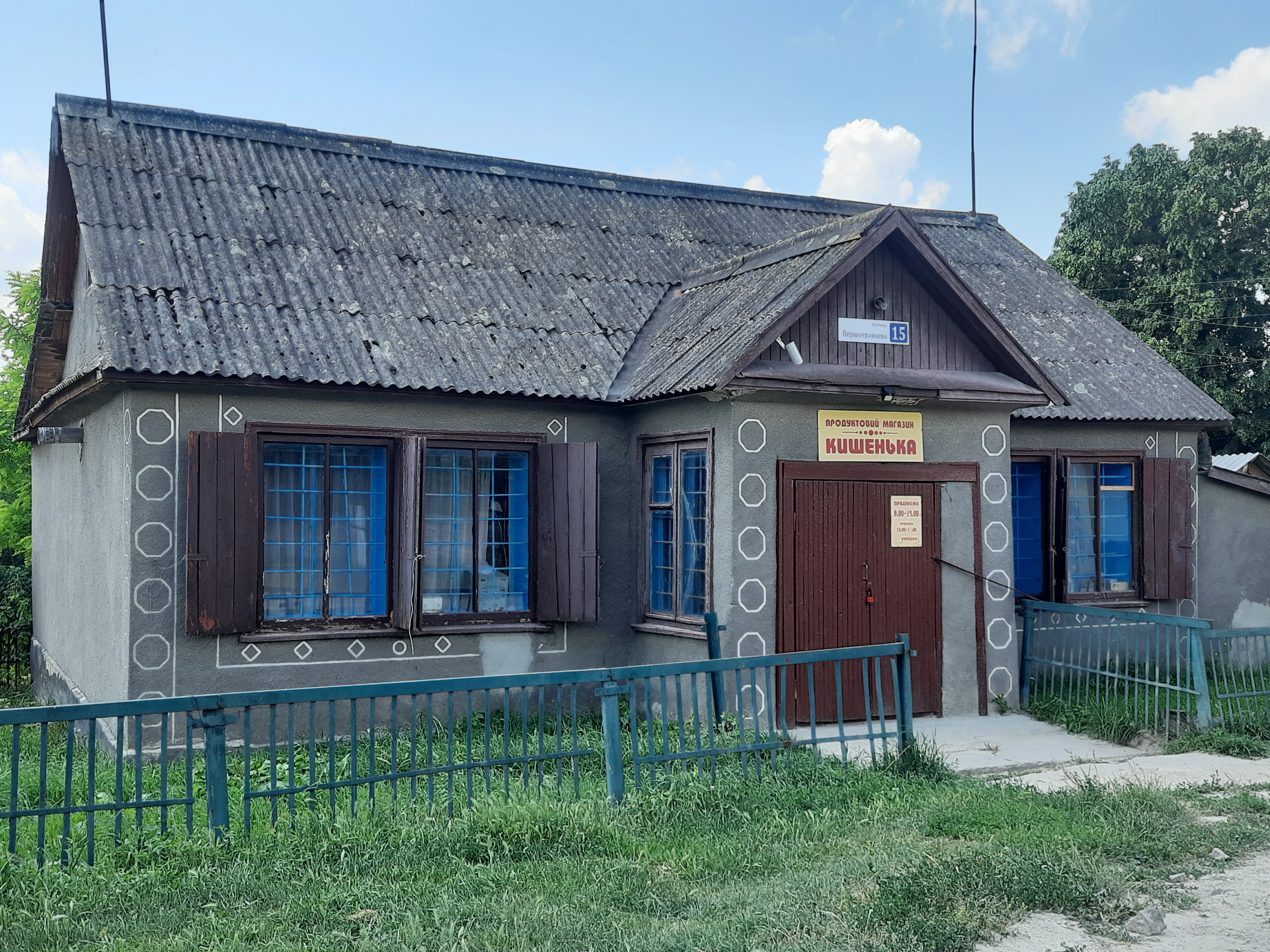
Крамниця
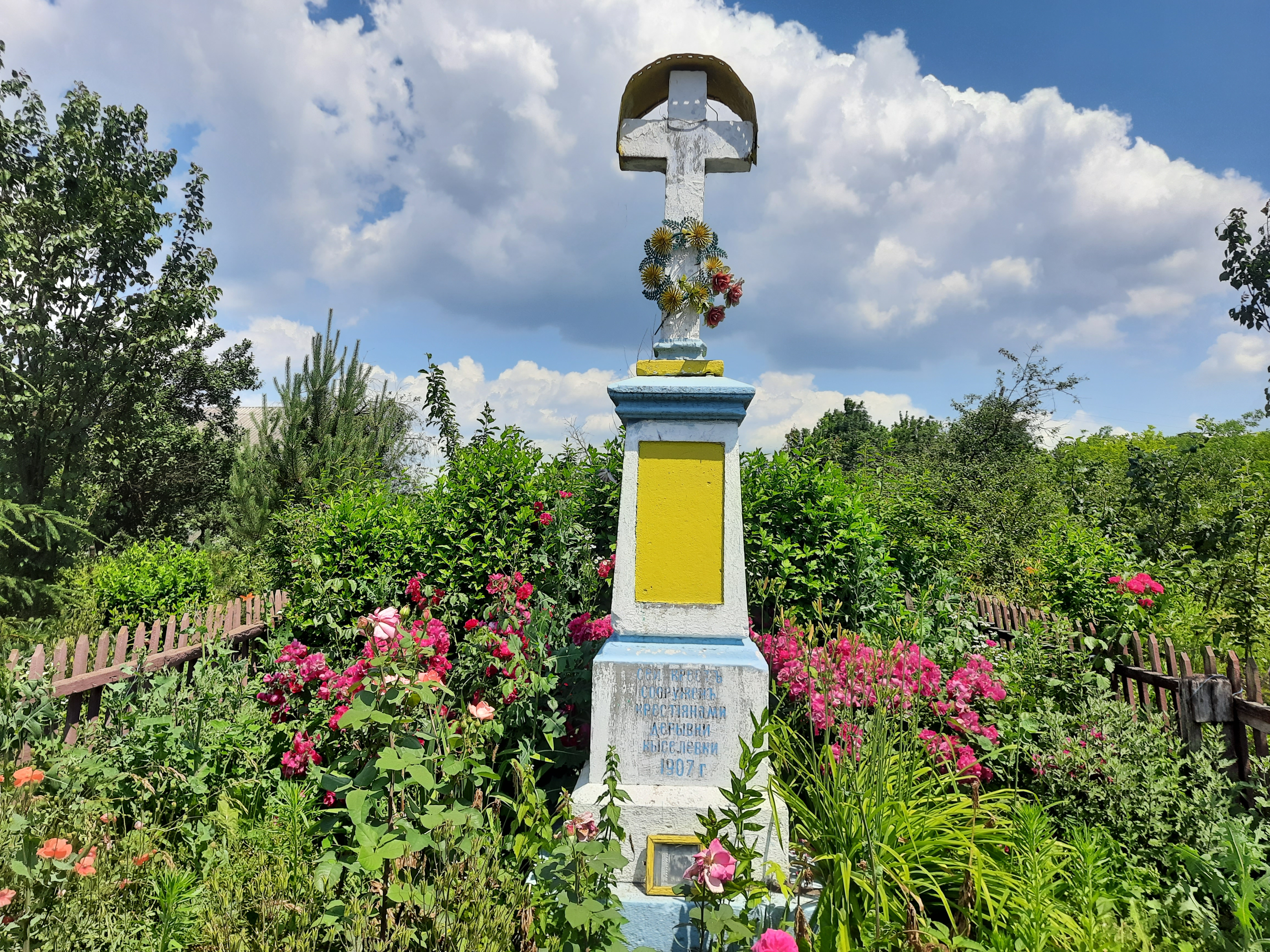
Старий хрест 1907р